# ねつ造くん
ねつ造くん（ねつぞうくん）は、全く意味の無い捏造ファイル（ダミーデータ）を作成するツールソフトウェア（フリーウェア）のこと。元々映画などの著作権侵害をするP2Pを使用したファイル共有ソフトへの警告を名目に作られたものである。

## 概要
捏造ファイルを作成するツールだが、拡張子がLZH, ZIP, RARなど限られておりその作りもシンプルなものとなっている。現在バージョンアップされたねつ造くん たすが公表されている。

## 現状
- 捏造ファイルをファイル共有ソフトにアップロードして違法ファイルの共有を阻害するという名目では合法であるが実際には使える拡張子がZIP等の圧縮ファイルしか適用できず、なおかつ共有ファイルとして大半を占める動画に関しては全く対応していないため違法ファイル阻止という名目を達成するにはまだ不自由な部分が多い。
- またP2Pファイル共有ソフトユーザーの大半は捏造を嫌う傾向であり、むしろこのツールを使うユーザーも微々たる存在と化しているのも現状である。

## ねつ造くんから派生したツール
- ねつ造くん たす
- Untiねつ造くん（ねつ造くんで作成した捏造ファイルを解析するツール）
- P2P-DESTROYER（ねつ造くんでは圧縮ファイルのみ捏造が可能に対して、多様な拡張子が対応されている。またねつ造くんよりもファイルサイズを細部にまで設定できる点や、ねつ造くんにはないファイル実装等すぐれた点が多い。）